# Henri Le Breton
Pour les articles homonymes, voir Le Breton.
Henri Le Breton, né le 10 septembre 1928 à Buléon et mort le 18 octobre 2022 à Locminé, est un homme politique français, membre de l'UDF, sénateur du Morbihan membre du groupe Union centriste de 1981 à 2001.

## Biographie
Animateur commercial de profession, Henri Le Breton a été élu sénateur du Morbihan le 20 septembre 1981 succédant notamment à Raymond Marcellin élu député.
Il est par ailleurs membre de la commission des affaires sociales.
Henri Le Breton est réélu pour un second et un troisième mandat respectivement en 1983 et 1992. En 2001 il décide de ne pas se représenter.

## Mandats électoraux
- Sénateur du Morbihan de 1981 à 2001.
- Maire de Buléon de 1953 à 2008.
- Conseiller général du Morbihan (canton de Saint-Jean-Brévelay) de 1961 à 1998.

## Distinctions
- Chevalier de la Légion d'honneur (31 décembre 2006)[4]
- Chevalier de l'ordre national du Mérite[4]
- Officier de l'ordre du Mérite agricole[4]